# Neocle di Crotone
Neocle di Crotone (in greco antico: Νεοκλῆς?, Neoklês; Crotone, ... – ...) è stato un filosofo e medico greco antico.

## Biografia
Su Neocle viene riportata la testimonianza di Ateneo di Naucrati che lo definisce "eccellentissimo filosofo" e "mirabilissimo medico".
Pausania di Gela elogia Neocle annoverandolo tra i medici periodenti«Neocle di Crotone e Geleo di Sicilia, pittagorici...».
Eliano sosteneva che Neocle avesse una teoria secondo il quale i rospi potevano avere due milze: una che potesse togliere la vita, l'altra che potesse ridarla: